# Instytut Historii Partii Węgierskiej Socjalistycznej Partii Robotniczej
Instytut Historii Partii Węgierskiej Socjalistycznej Partii Robotniczej (Párttörténeti Intézet) – instytucja naukowo-badawcza zajmująca się historią Węgierskiej Socjalistycznej Partii Robotniczej, funkcjonująca w latach 1955-1989.

## Charakterystyka
Instytut powstał w 1955 z działającego wcześniej Węgierskiego Instytutu Ruchu Pracy (Magyar Munkásmozgalmi Intézet) (1948-1955). 
Jego działalność była kontynuowana przez Instytut Historii Politycznej Węgierskiej Partii Socjalistycznej (Magyar Szocialista Párt Politikatörténeti Intézete)  (1989–1998), następnie Instytut Historii Politycznej (Politikatörténeti Intézet - PTI) (1998-).

## Podział organizacyjny
- Archiwum centralne (Központi archívum)
- Wydawnictwo (Kiadó)

## Media
Do 1955 roku wydawano „Biuletyn Węgierskiego Instytutu Ruchu Pracy” (Magyar Munkásmozgalmi Intézet Értesítője), jego następcą był „Biuletyn Historii Partii” (Párttörténeti Közlemények), wydawany w latach 1956–1987. 

## Siedziba
Instytut mieścił się, jak i jego następca Instytut Historii Politycznej, w skrzydle Pałacu Sprawiedliwości z 1893 (proj. Alajosza Hausmanna) na rogu ul. Alkotmány 2 i pl. Kossutha (1957–1989).